# Ллойд Джордж, Ричард
Ричард Ллойд Джордж, 2-й граф Ллойд-Джордж Дуйворский (англ. Richard Lloyd George, 2nd Earl Lloyd-George of Dwyfor; 15 февраля 1889 г. — 1 мая 1968 г.) — британский военный и пэр, член Палаты лордов с 1945 года до своей смерти.

## Биография
Родился 15 февраля 1889 г. Старший сын либерального премьер-министра Дэвида Ллойда Джорджа (1863-1945 год) от его первой жены Маргарет Оуэн (1864-1941 год). Он получил образование в школе Портмадок и колледже Христа в Кембридже, получив степень бакалавра в 1910 году.
Во время Первой мировой войны он был зачислен в Корпус королевских инженеров и дослужился до звания майора. Он стал ассоциированным членом Института инженеров-строителей и снова служил в британской армии во время Второй мировой войны.
7 апреля 1917 г. Ричард Ллойд Джордж женился на Роберте Макэлпайн (28 июля 1898 г. — 10 марта 1966 г.), дочери сэра Роберта Макэлпайна, 1-го баронета (1847-1934 год). Супруги развелись в 1933 году. У них было двое детей:
- Леди Валери Давидия Ллойд Джордж (14 февраля 1918 г. — 2 октября 2000 г.), жена с 1940 года сэра Горонви Хопкина Дэниела, от брака с которым у неё было трое детей;
- Оуэн Лллойд Джордж, 3-й граф Ллойд-Джордж из Дуйвора (24 апреля 1924 г. — 29 июля 2010 г.).

В 1935 году он женился вторым браком на Уинифред Эмили Пидл, дочери Томаса Уильяма Пидла. Валери также снова вышла замуж и стала женой научного руководителя и руководителя радиовещания сэра Горонви Дэниела (1914-2003 год).
1 января 1945 г. его отцу был присвоен титул графа Ллойда-Джорджа Дуайфорского, и он получил титул виконта Гвинеда. Менее чем через три месяца 26 марта 1945 г. его отец умер от рака, и он унаследовал звание пэра, став первым членом семьи, заседавшим в Палате лордов, поскольку его отец был слишком болен, чтобы это сделать.
Он написал биографию своей матери, Дама Маргарет, и своего отца, Ллойда Джорджа, которую современный рецензент описал как «очень незначительную книгу», примечательную только тем, что это была первая подробно описанная биография Дэвида Ллойд Джорджа, в которой подробно описывает его плодовитое распутство.

## Работы
- Lloyd George, Richard (1947). Dame Margaret: The Life Story of His Mother. London: George Allen & Unwin Ltd.
- Lloyd George, Richard (1960). Lloyd George. London: Frederick Muller Limited.